# Frederick Brown
Frederick Brown, né le 14 mars 1851 à Chelmsford et mort le 8 janvier 1941 à Richmond, est un peintre et professeur de beaux-arts britannique.

## Biographie

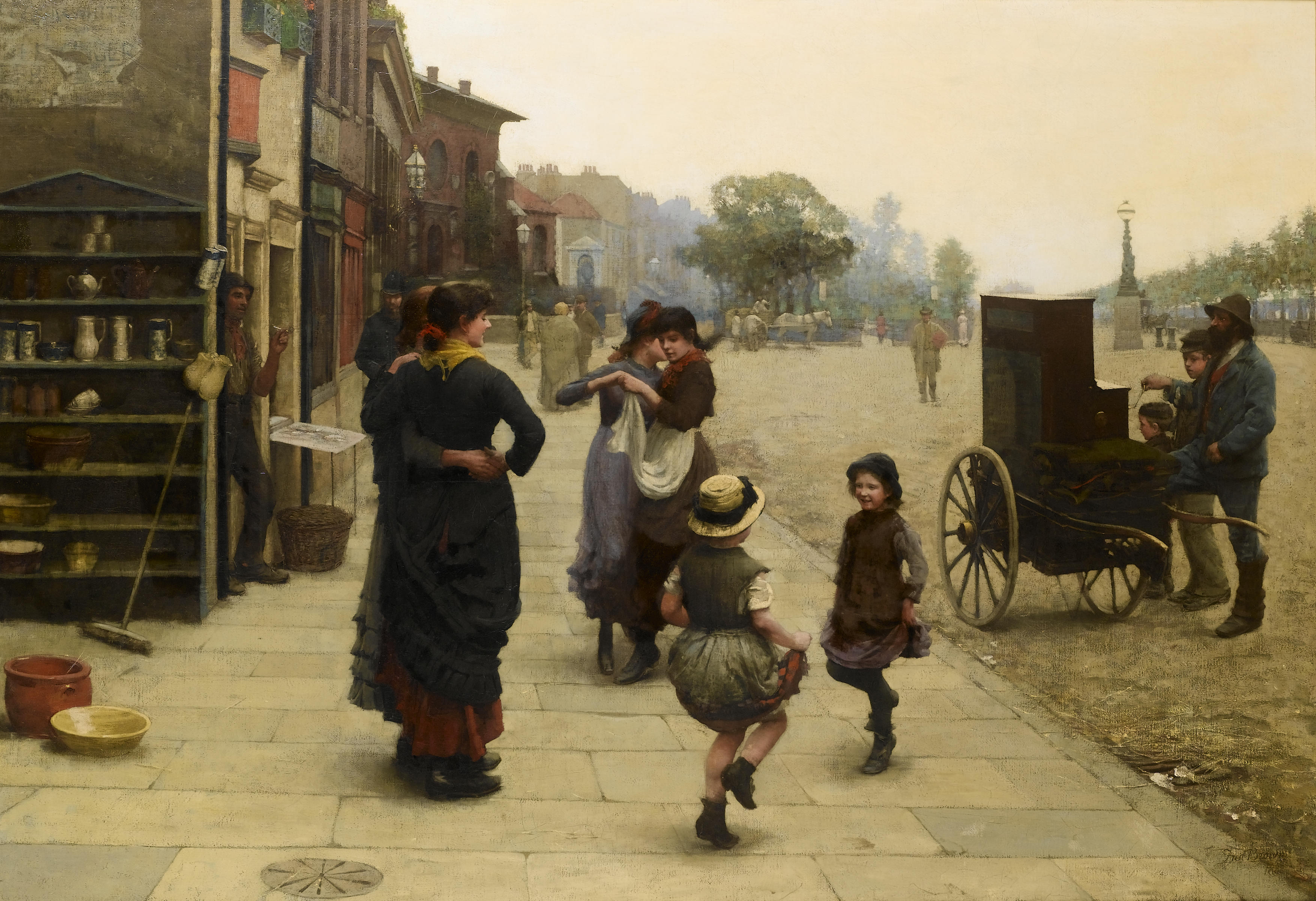
An Impromptu Dance : A Scene on the Chelsea Embankment (1883)

Frederick Brown étudie entre 1868 et 1877 à la National Art Training School, Londres, qui deviendra plus tard le Royal College of Art. Il se forme ensuite à l'académie Julian de Paris. Son style est influencé par Jules Bastien-Lepage et par Whistler.
Il est en 1886 l'un des fondateurs du New English Art Club, dont il rédige les statuts.
De 1877 à 1892, Frederick Brown est le directeur de la Westminster School of Art, où il compte parmi ses élèves  Aubrey Beardsley, Henry Tonks, Frederick Pegram et Francis Job Short.
Entre 1893 et 1918, il est professeur à la Slade School of Fine Art. Augustus John, William Orpen, Anna Airy, David Bomberg, Alfred Garth Jones, Emily Beatrice Bland, David Muirhead, Wyndham Lewis et Henry Charles Brewer y reçoivent leur formation pendant son mandat.

## Élèves
- Reginald Grenville Eves